# ビューロー (日本共産党)
ビューローとは、1924年（大正13年）3月の日本共産党（第一次共産党）の解散後に残務整理のため設置された事務局、および翌1925年8月に結成された共産党再建をめざすグループ（「再建ビューロー」）のこと。

## 概要
残務整理委員会としてのビューロー（1924年3月 - 1925年8月）
1924年3月の「森が崎会議」で（第一次）日本共産党の解党が決定（この時解党に反対したのはほぼ荒畑寒村1名のみであった）されると、同時に将来の党再建の可能性を考慮して残務整理のための事務局が設置され、この組織は「ビューロー」と呼ばれた。このビューローを構成したのは青野季吉・佐野文夫・北原竜雄・徳田球一の4名である。こののち第一次共産党結成の中心であった山川均は方向転換論を提唱してビューローとは距離を置くようになり、この動きがやがて後の労農派形成へと向かう。
1924年5月にコミンテルン第5回大会が開催されると、日本代表としては片山潜（在ソ連）、副代表として佐野学・徳田球一・近藤栄蔵の3名が参加し、日本での共産党解党を報告したが、コミンテルンはこれを受けつけず、直ちに党再建の指示を出した。これを受けて1925年1月にはヴォイチンスキーがコミンテルン極東セクションの上海会議を招集、佐野学・徳田球一・佐野（文）・青野・荒畑が参加して「1月テーゼ」（上海テーゼ）が作成され、共産党再建が決定された。この結果、本来「残務整理委員会」であったビューローは再建のための組織に改編された。
共産党再建のためのビューロー（1925年8月 - 1926年12月）
「1月テーゼ」によるビューローの再編と同時期、ビューローとは別に、佐野学・市川正一・北浦千太郎らにより、党再建をめざす「共産主義者グループ」が結成された。これらの動きを受けて同年8月には「拡大会議」が開催され、これらのグループは「再建ビューロー」（もしくは「コミュニスト・ビューロー」）へと再編された。再建ビューローの委員長には徳田、政治部長には佐野学、青年部長には北浦、関西担当には荒畑が就任した。
しかし1926年春、ドイツ留学帰りの新進経済学者・福本和夫が山口高商（現・山口大学経済学部）教授を辞職し上京してビューローに参加すると、彼の提唱する福本イズム（大衆運動との結合よりも党再建を重視する「分離⇒結合論」）が急速に影響を拡大していくことになった。この過程で荒畑は福本理論の信奉者から強く批判され、共産党との距離を置き山川らのグループに接近するようになった。そして同年末、五色温泉において日本共産党再建大会が開催されたが、この時中心になった人々はいずれも福本の強い思想的影響下にある人々であった。